# Sirène-Klasse (1901)
Die Sirène-Klasse war eine Klasse von vier U-Booten der französischen Marine im Ersten Weltkrieg. Die vier mit einem Hybridantrieb aus einer Dampfkolben- und einer E-Maschine ausgestatteten U-Boote waren eine Weiterentwicklung der Narval.

## Bau und konstruktive Merkmale
Die Zweihüllenboote wurden infolge der Faschoda-Krise gemeinsam mit der Farfadet- und der Morse-Klasse in Auftrag gegeben, obwohl der unmittelbare Vorgänger Q 4 Narval noch in der Erprobungsphase stand. Die vier Boote wurden zwischen 1900 und 1901 bei Arsenal de Cherbourg gebaut.
Die von Maxime Laubeuf entwickelten U-Boote der Sirène-Klasse wurden über Wasser von einer Dampfmaschine angetrieben, die gleichzeitig zum Aufladen der Bleiakkumulatoren genutzt wurde.  Unter Wasser diente ein Elektromotor als Antriebsmittel. Die Brennstofftanks und die Tauchzellen befanden sich im Zwischenraum zwischen Druckkörper und äußerer Hülle.
Die Kombination aus einem Verbrennungsmotor für die Überwassermarschfahrt und einem elektrischen Antrieb für den getauchten Einsatz ergab im Vergleich zu rein elektrisch angetriebenen U-Booten eine bedeutende Steigerung der Überwasserfahrstrecke. Die Boote der Sirène-Klasse konnten bei einer Geschwindigkeit von 8 Knoten (15 km/h) über Wasser 600 Seemeilen (1111 km) weit fahren. Die Unterwasserreichweite betrug bei einer Geschwindigkeit von 3,75 Knoten (6,95 km/h) bis zu 55 Seemeilen (102 km).
Der Hauptnachteil des Dampfantriebes bestand in dem aufwendigen und langwierigen Verfahren, das zur Vorbereitung eines Tauchgangs notwendig war. Der Dampfkessel und die Dampfmaschine mussten stillgelegt und der Schornstein umgeklappt werden. Die Dauer dieses Vorganges betrug zwischen 9 Minuten bei der Triton und 6 Minuten bei der Espadon.
Die Bewaffnung bestand aus vier externen Ablaufgestellen für 450-mm-Torpedos. Diese schwenkbaren Konstruktionen wurden nach ihrem russischen Erfinder als Drzewiecki-Abwurfkragen bezeichnet.

## Einsatzgeschichte
Im Ersten Weltkrieg waren die U-Boote in Cherbourg stationiert. Nach Ende des Krieges wurden alle vier U-Boote der Sirène-Klasse im November 1919 stillgelegt und später verschrottet.

## Einheiten
| Kennung | Name    | Bauwerft                       | Kiellegung | Stapellauf        | Verbleib      |
| ------- | ------- | ------------------------------ | ---------- | ----------------- | ------------- |
| Q 5     | Sirène  | Arsenal de Cherbourg Cherbourg |            | 4. Mai 1901       | November 1919 |
| Q 6     | Triton  | Arsenal de Cherbourg Cherbourg |            | 13. Juli 1901     | November 1919 |
| Q 13    | Espadon | Arsenal de Cherbourg Cherbourg |            | 7. September 1901 | November 1919 |
| Q 14    | Silure  | Arsenal de Cherbourg Cherbourg |            | 29. Oktober 1901  | November 1919 |